# Chappaqua (película)
Chappaqua es una película dramática estadounidense de 1967 escrita y dirigida por Conrad Rooks. Considerada como un film de culto, está basado en las experiencias de Rooks con la drogadicción e incluye cameos como William S. Burroughs, Swami Satchidananda, Allen Ginsberg, Moondog, Ornette Coleman, The Fugs y Ravi Shankar. Rooks había encargado a Coleman que compusiera la música para la película, pero no se utilizó su partitura, que se conoce como Chappaqua Suite y fue finalmente Ravi Shankar quien compuso lna partitura.

## Argumento
La película muestra brevemente Chappaqua, Nueva York, una aldea en Condado de Westchester, en unos minutos de panoramas invernales. En la película, la aldea es un símbolo manifiesto de una inocencia infantil libre de drogas en un suburbio. También sirve como uno de los muchos guiños que la película dedica a la cultura de los nativos americanos. La palabra "chappaqua" deriva de la palabra Wappinger (una nación de los pueblos algonquinos) para definir el "pantano de laureles".

## Reparto
- Jean-Louis Barrault como Dr. Benoit
- Conrad Rooks como Russel Harwick
- William S. Burroughs como Opium Jones
- Allen Ginsberg como Messie
- Ravi Shankar como Dieu du Soleil
- Paula Pritchett como Water Woman
- Ornette Coleman como Peyote Eater
- Swami Satchidananda como El Gurú
- Moondog como el profeta
- Ed Sanders, Tuli Kupferberg, Ken Weaver y tres miembros más de The Fugs
- Rita Renoir
- Hervé Villechaize
- Penny Brown como la enfermera

## Premios y distinciones
Festival Internacional de Cine de Venecia
| Año  | Categoría              | Resultado |
| ---- | ---------------------- | --------- |
| 1966 | Gran Premio del Jurado | Ganador   |